# Divisions sénatoriales du Canada

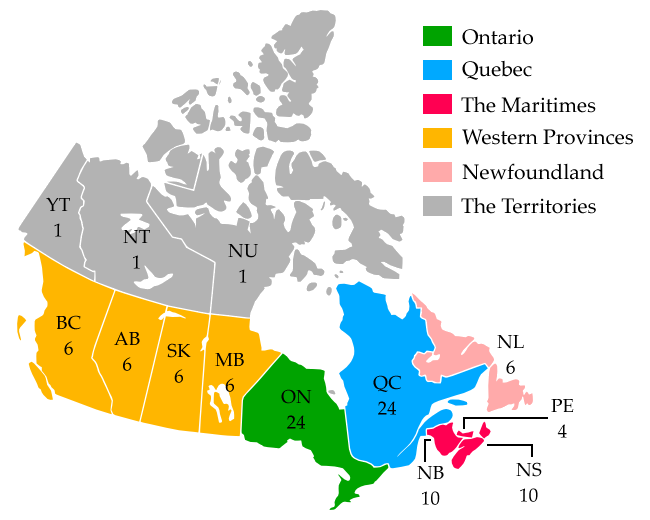
Les quatre divisions régionales (orange, vert, bleu, rouge), Terre-Neuve-et-Labrador (rose) et les 3 territoires canadiens (gris)

Les divisions sénatoriales du Canada sont des divisions géographiques de représentation du Sénat du Canada. Une division peut faire référence à un ensemble régional du Canada ou bien à une circonscription non électorale rattachée à un sénateur.

## Découpage par grandes régions
Tel que prescrit par la Loi constitutionnelle de 1867, le Canada est divisé en quatre grandes régions au Sénat : le Québec, l'Ontario, les Maritimes et l'Ouest canadien. Chaque grande région du pays est obligatoirement représentée par 24 sénateurs.
Ayant joint la Confédération canadienne uniquement en 1949, la province de Terre-Neuve-et-Labrador ne fait partie d'aucune de ces régions. Elle est représentée par 6 sénateurs. Les territoires canadiens, eux non plus, ne sont pas attachés à une division régionale. Ils sont représentés par 1 sénateur chacun.

### Évolution des sièges
| Évolution du nombre de sièges au Sénat |                         |                         |                         |                         |                         |                         |                         |                         |                         |                         |                         |                         |                         |                         |
| Provinces et territoires               | 1867                    | 1870                    | 1871                    | 1873                    | 1874                    | 1879                    | 1882                    | 1889                    | 1903                    | 1905                    | 1915                    | 1949                    | 1975                    | 1999                    |
| Ontario (1867)                         | Ontario                 | Ontario                 | Ontario                 | Ontario                 | Ontario                 | Ontario                 | Ontario                 | Ontario                 | Ontario                 | Ontario                 | Ontario                 | Ontario                 | Ontario                 | Ontario                 |
| Ontario (1867)                         | 24                      | 24                      | 24                      | 24                      | 24                      | 24                      | 24                      | 24                      | 24                      | 24                      | 24                      | 24                      | 24                      | 24                      |
| Québec (1867)                          | Québec                  | Québec                  | Québec                  | Québec                  | Québec                  | Québec                  | Québec                  | Québec                  | Québec                  | Québec                  | Québec                  | Québec                  | Québec                  | Québec                  |
| Québec (1867)                          | 24                      | 24                      | 24                      | 24                      | 24                      | 24                      | 24                      | 24                      | 24                      | 24                      | 24                      | 24                      | 24                      | 24                      |
| Nouveau-Brunswick (1867)               | Maritimes               | Maritimes               | Maritimes               | Maritimes               | Maritimes               | Maritimes               | Maritimes               | Maritimes               | Maritimes               | Maritimes               | Maritimes               | Maritimes               | Maritimes               | Maritimes               |
| Nouveau-Brunswick (1867)               | 12                      | 12                      | 12                      | 11                      | 10                      | 10                      | 10                      | 10                      | 10                      | 10                      | 10                      | 10                      | 10                      | 10                      |
| Nouvelle-Écosse (1867)                 | 12                      | 12                      | 12                      | 11                      | 10                      | 10                      | 10                      | 10                      | 10                      | 10                      | 10                      | 10                      | 10                      | 10                      |
| Île-du-Prince-Édouard (1873)           | 0                       | 0                       | 0                       | 4                       | 4                       | 4                       | 4                       | 4                       | 4                       | 4                       | 4                       | 4                       | 4                       | 4                       |
| Alberta (1905)                         | Ouest canadien          | Ouest canadien          | Ouest canadien          | Ouest canadien          | Ouest canadien          | Ouest canadien          | Ouest canadien          | Ouest canadien          | Ouest canadien          | Ouest canadien          | Ouest canadien          | Ouest canadien          | Ouest canadien          | Ouest canadien          |
| Alberta (1905)                         | -                       | -                       | -                       | -                       | -                       | -                       | -                       | -                       | -                       | 4                       | 6                       | 6                       | 6                       | 6                       |
| Colombie-Britannique (1871)            | 0                       | 0                       | 3                       | 3                       | 3                       | 3                       | 3                       | 3                       | 3                       | 6                       | 6                       | 6                       | 6                       | 6                       |
| Manitoba (1870)                        | 0                       | 2                       | 2                       | 2                       | 2                       | 2                       | 3                       | 4                       | 4                       | 4                       | 6                       | 6                       | 6                       | 6                       |
| Saskatchewan (1905)                    | -                       | -                       | -                       | -                       | -                       | -                       | -                       | -                       | -                       | 4                       | 6                       | 6                       | 6                       | 6                       |
| Territoires du Nord-Ouest (1870)       | Territoires             | Territoires             | Territoires             | Territoires             | Territoires             | Territoires             | Territoires             | Territoires             | Territoires             | Territoires             | Territoires             | Territoires             | Territoires             | Territoires             |
| Territoires du Nord-Ouest (1870)       | -                       | 0                       | 0                       | 0                       | 0                       | 2                       | 2                       | 2                       | 4                       | 0                       | 0                       | 0                       | 1                       | 1                       |
| Nunavut (1999)                         | -                       | -                       | -                       | -                       | -                       | -                       | -                       | -                       | -                       | -                       | -                       | -                       | -                       | 1                       |
| Yukon (1898)                           | -                       | -                       | -                       | -                       | -                       | -                       | -                       | -                       | 0                       | 0                       | 0                       | 0                       | 1                       | 1                       |
| Terre-Neuve-et-Labrador (1949)         | Terre-Neuve-et-Labrador | Terre-Neuve-et-Labrador | Terre-Neuve-et-Labrador | Terre-Neuve-et-Labrador | Terre-Neuve-et-Labrador | Terre-Neuve-et-Labrador | Terre-Neuve-et-Labrador | Terre-Neuve-et-Labrador | Terre-Neuve-et-Labrador | Terre-Neuve-et-Labrador | Terre-Neuve-et-Labrador | Terre-Neuve-et-Labrador | Terre-Neuve-et-Labrador | Terre-Neuve-et-Labrador |
| Terre-Neuve-et-Labrador (1949)         | -                       | -                       | -                       | -                       | -                       | -                       | -                       | -                       | -                       | -                       | -                       | 6                       | 6                       | 6                       |
| Total                                  | 72                      | 74                      | 77                      | 79                      | 77                      | 79                      | 80                      | 81                      | 83                      | 90                      | 96                      | 102                     | 104                     | 105                     |

## Divisions par sénateur
Une division peut aussi désigner une circonscription non électorale représentée par un sénateur. Ces divisions sont communément appelées « divisions sénatoriale ». En vertu de la Constitution, seul le Québec possède des divisions officielles permanentes. Dans toutes les autres provinces et territoires du Canada, les sénateurs sont nommés pour représenter leur province dans son ensemble. Cependant, dans les faits, les sénateurs d'une même province s'autodésignent chacun responsable d'une partie de leur province. Ces divisions n'ont jamais une dimension clairement définie. Même les frontières des divisions permanentes du Québec sont plutôt floues étant donné que celles-ci sont basées sur des entités géographiques aujourd'hui disparues.

### Divisions du Québec

Territoire des 24 divisions sénatoriales
Territoire non représenté

Le Québec est la seule province canadienne où des divisions permanentes sont déterminées par la Loi constitutionnelle de 1867. Celle-ci stipule que chaque sénateur québécois est nommé pour représenter une division correspondant à l'un des vingt-quatre anciens collèges électoraux du Bas-Canada. En raison de l'extension des frontières du Québec depuis la sanction de cette loi, un vaste territoire est exclu de toute représentativité.
- Alma
- Bedford
- Chaouinigane
- De la Durantaye
- De la Vallière
- De Lanaudière
- De Lorimier
- De Salaberry
- Golfe
- Grandville
- Inkerman
- Kennebec
- La Salle
- Les Laurentides
- Lauzon
- Mille Isles
- Montarville
- Repentigny
- Rigaud
- Rougemont
- Saurel
- Stadacona
- Victoria
- Wellington

À cette liste se sont ajoutées temporairement deux divisions auto-désignées en vertu de la clause d'expansion régionale utilisée par Brian Mulroney pour augmenter le nombre total de sièges au Sénat de deux en provenance de chaque région le 27 septembre 1990. Ce sont les divisions de Québec (Normand Grimard) et de l'Acadie (Thérèse Lavoie-Roux).
À quelques exceptions près, les 24 divisions ont le même nom et le même territoire que les anciennes divisions du Conseil législatif du Québec.

## Source
- (en) Cet article est partiellement ou en totalité issu de l’article de Wikipédia en anglais intitulé « Canadian Senate divisions » (voir la liste des auteurs).